# To Wish You a Merry Christmas
To Wish You a Merry Christmas är ett julalbum från 1958 av Harry Belafonte. Dirigerade gjorde Bob Corman. Millard Thomas och Laurindo Almeida var gitarrister. Producerade och regisserade gjorde Ed Welker.

## Låtlista
1. "A Star in the East" - 4:15
2. "The Gifts They Gave" - 3:58
3. "The Son of Mary" - 3:21
4. "The Twelve Days of Christmas" - 3:49
5. "Where The Little Jesus Sleeps" - 2:05
6. "Medley: The Joys of Christmas; Oh Little Town of Bethlehem; Deck The Halls; The First Noël" - 5:25
7. "Mary, Mary" - 3:21
8. "Jehova The Lord Will Provide" - 2:57
9. Silent Night" ("Stille nacht, heilige nacht") - 3:35
10. "Christmas Is Coming" - 1:38
11. "Medley: We Wish You A Merry Christmas; God Rest Ye Merry, Gentlemen; O Come All Ye Faithful; Joy to the World" - 4:29
12. "I Heard the Bells on Christmas Day" - 3:03

### Återutgåva 1
Albumet återutgavs 1962 som RCA Victor katalognummer LPM/LSP-2626 med annat omslag (med Harry Belafonte på bild) och en annan sida 2.  Som dirigent anges här Robert DeCormier.

Sida 1:  identisk med 1958 års version.

Sida 2:
1. "Mary's Boy Child" - 4:20
2. Silent Night" ("Stille nacht, heilige nacht") - 3:35
3. "Christmas Is Coming" - 2:56
4. "Mary, Mary" - 3:34
5. "Jehova The Lord Will Provide" - 2:57
6. "Medley: We Wish You A Merry Christmas; God Rest Ye Merry, Gentlemen; O Come All Ye Faithful; Joy to the World" - 4:26
7. "I Heard the Bells on Christmas Day" - 3:01

### Återutgåva 2
2001 återlanserade albumet som "Harry Belafonte Christmas" på CD, med vissa låtar remastrade, och fem nya låtar tillagda:
1. "Goin' Down Jordan"
2. "Amen"
3. "Glory Manger"
4. "The Baby Boy"
5. "Scarlet Ribbons (For Her Hair)"

## Medverkande
- Harry Belafonte  – sång